# Margot Lee Shetterly
Margot Lee Shetterly é uma escritora estadunidense de não-ficção. Seu primeiro livro, Hidden Figures - The American Dream and the Untold Story of the Black Women Mathematicians Who Helped Win the Space Race, teve os direitos comprados por Hollywood, inspirando o filme Hidden Figures.

## Vida pessoal e educação
Nascida em Hampton, Virginia, era filha de um cientista no Langley Research Center, da NASA. Sua mãe era professora na Universidade Hampton. Margot estudou na Phoebus High School e se formou na McIntire School of Commerce, da Universidade da Virginia.
Depois da faculdade, Margot mudou-se para Nova York, onde trabalhou vários anos no mercado financeiro, primeiro na J.P. Morgan, lidando com comércio exterior e em seguida na Merrill Lynch, trabalhando com mercado de capitais. Trocou de ramo, indo para a mídia, trabalhando com vários projetos. Em 2005, Margot e seu marido, o também escritor Aran Shetterly, mudaram-se para o México, onde fundaram uma revista, em inglês, chamada Inside Mexico, que fechou em 2009.
De 2010 a 2013, Margot trabalhou com marketing editorial na indústria mexicana de turismo. 
Nessa mesma época, começou a pesquisa para o livro Hidden Figures. Em 2014, os direitos do livro foram vendidos para William Morrow, da editora HarperCollins e para Donna Gigliotti da Levantine Films.
O filme conta com as atrizes Taraji P. Henson, Octavia Spencer e Janelle Monáe nos papéis das cientistas Katherine Johnson, Dorothy Vaughan e Mary Jackson.
Em 2013, ela fundou o projeto The Human Computer, uma organização cuja missão é arquivar todo o trabalho dessas centenas de mulheres que trabalharam como computadores humanos, matemáticas e programadoras nos primeiros anos da National Advisory Committee for Aeronautics (NACA) e da National Aeronautics and Space Administration (NASA).

## Obras
- Hidden Figures, William Morrow/HarperCollins 2016[8]
- NASA-Langley Women's History Month 2014 Keynote: "Hidden Figures: The Female Mathematicians of NACA and NASA."